# Тун (озеро, Архангельская область)
Тун — пресноводное озеро на межселённой территории Онежского района Архангельской области.

## Общие сведения
Площадь озера — 3,7 км², площадь водосборного бассейна — 2200 км². Располагается на высоте 166,7 метров над уровнем моря.
Форма озера лопастная, продолговатая: оно более чем на три километра вытянуто с севера на юг. Берега изрезанные, заболоченные.
Через озеро течёт река Илекса, впадающая, в свою очередь, в Водлозеро.
С юго-запада в Тун впадает Явручей. С северо-запада — река Тунуда, несущая воды Сенегозера.
Острова на озере отсутствуют.
Населённые пункты и автодороги вблизи водоёма отсутствуют.
Код объекта в государственном водном реестре — 01040100311102000019152.